# Etchohuaquila
Etchohuaquila är en ort i Mexiko.   Den ligger i kommunen Navojoa och delstaten Sonora, i den nordvästra delen av landet, 1 400 km nordväst om huvudstaden Mexico City. Etchohuaquila ligger 71 meter över havet och antalet invånare är 738.
Terrängen runt Etchohuaquila är platt. Runt Etchohuaquila är det ganska glesbefolkat, med 38 invånare per kvadratkilometer. Närmaste större samhälle är El Tobarito, 14,7 km väster om Etchohuaquila. Omgivningarna runt Etchohuaquila är i huvudsak ett öppet busklandskap.